# Peter Beresford
Peter Beresford OBE, FAcSS, FRSA (1 de mayo de 1945 (80 años) es un académico, escritor, e investigador inglés y un activista conocido por su trabajo en el campo de la participación ciudadana e implicación de usuario, áreas que estudia ayudando a crear y desarrollar. Es actualmente profesor de participación de ciudadano en la Universidad de Essex y profesor emérito de política social en Brunel Londres Universitario. Mucho de su trabajo se ha centrado incluyendo puntos de vista, conocimiento y experiencia vividos de personas discapacitadas, salud mental y otros usuarios de servicio de plazo largos en política pública, práctica y aprendizaje.

## Vida y Trabajo
Entre 1975 y 1977 Beresford fue conferenciante en Administración Social en Lancaster Universidad, pero lo dejó debido a sus preocupaciones sobre la naturaleza no participativa de la política pública. Fue nombrado conferenciante sénior en Política Social en el Instituto de Londres del oeste para Educación Alta (WLIHE) en 1990. WLIHE luego fue absorbida a Brunel Londres Universitario donde sería promovido a Profesor de Política Social en 1997.
Junto con su colega, Suzy Croft, estableció un proyecto comunitario local, Battersea Acción Comunitaria, en 1978 y una iniciativa nacional, el Proyecto de Servicios Abierto, en 1987. Cada uno de esos proyectos eran participativos, preocupándose con adelantar la teoría, política y práctica de participación a través de la producción de publicaciones, panfletos y búsqueda del desarrollo. En 1997, funda y empezó a dirigir el primer Centro del Reino Unido para Participación de Ciudadano.
Un tema importante de la obra de Beresford ha sido la participación de personas como miembros del público, trabajadores, pacientes y usuarios de servicio en sus vidas, comunidades, sociedad y en los servicios que les afectan. Mucho de su trabajo se ha centrado adelantando participación pública, y la implicación y empoderamiento de usuarios de plazo largo de salud y cuidado social. Ha trabajado mucho tiempo con su experiencia personal de utilizar servicios de salud mental y también del sistema de beneficios del bienestar. Así resultó en su implicación cercana con personas discapacitadas y movimientos de supervivientes de sistema psiquiátricos. También participa activamente en Estudios de Incapacidad y Estudios de la Locura.
Su política teórica y la preocupación práctica sobre personas con discapacitades y otros aspectos de al salud de largo plazo pueden ser igualmente implicados en la sociedad y tener una voz eficaz en sus vidas. Ese foco ha resultado en la exploración de aproximaciones nuevas a práctica ocupacional, formación de política, búsqueda y evaluación y a los procesos políticos. También ha extendido al desarrollo de aproximaciones nuevas a epistemología sobre que puntos destacados de la función de usuarios de servicio producen experiencia como fuente de conocimiento.
Fue cofundador y con asiento (y posteriormente co-asiento) de Shaping Our Lives, la Organización Independiente de discapacitados nacionales es y usuarios de servicio; una red que avanza en mejorar la calidad de vida y apoyar a usuarios de servicio y aumentar su decir y control sobre sus vidas. Shaping Our Lives ha iniciado el desarrollo de implicarse a usuario en educación profesional y también de investigaciones controladas. Ha sido miembro de PowerUs, una sociedad internacional para llevar adelante este trabajo.
Ha sido patrocinador del Instituto de Cuidado Social para la Excelencia, la Academia de Habilidades Nacionales para Habilidades y Cuidado Sociales; así como miembro de Comités de gobierno y Grupos de consejos. Fue nombrado Agente del Orden del Imperio británico en la lista de honores del 2008 Año Nuevo, ‘para servicios de cuidado social'. Miembro electo de la Academia de las Ciencias Sociales en 2006. Es profesor emérito en Brunel Londres Universitario, profesor visitante en Universidad de Edge Hill y la Universidad del este Anglia y miembro de la Escuela de Búsqueda de Cuidado Social. Desde diciembre de 2015, es profesor de participación de ciudadanos en la Universidad de Essex. Es editor ejecutivo de la Revista con revisión por peritos Sociedad & Discapacidad.

## Premios
Beresford está identificado como un dirigente ganador en trabajo social y cuidado social:
- Esté votado 2.º para cuidado social en encuesta de la "Parte superior 100 personas en Salud y Cuidado Social" en 2005.[14]
- Ha sido identificado como uno de "Poder La mayoría de Personas Influyentes de 100 Gran Bretaña con una Discapacidad o empeoramiento" por el Shaw Trust en 2015 y 2016, identificado como un académico[15][16]
- Está identificado como la 2.ª persona más influyente en cuidado social para adultos y 9.º en general en una encuesta de Cuidado Comunitaria de la "Parte superior 20 Personas Más Influyentes en Cuidado Social". Beresford el trabajo estuvo descrito tan ‘extremadamente útil e inspirador'.[17]
- Sea awareded el FusePR Premio para Búsqueda de Impacto Social para examinar las barreras de frente a personas discapacitadas.[18]
- Esté otorgado 1.º sitio en la Conferencia Nacional para Premio de Ensayo de Profesores Universitario en asociación con Tiempo Suplemento de Educación más Alta en 2004.[19]

## Algunas publicaciones
Beresford ha escrito 23 libros, casi 100 artículos de revista y 120 capítulos de libro. Es un colaborador frecuente de escritos en diarios como Gardian en política social, cuidado social y asuntos sociales
Sus publicaciones principales incluyen:
- Beresford, P. Y Croft, S. (1978), Un Decir En el futuro: Planificación, participación y conociendo necesidad social, Londres, Battersea Acción Comunitaria.
- Beresford, P. Y Croft, S. (1986), Cuyo Bienestar?: Cuidado privado o servicios públicos, Brighton, Lewis Cohen Centro de Estudios Urbanos.
- Beresford P. Y Croft, S. (1993), Implicación de Ciudadano: Una guía práctica para cambio, 1993, Basingstoke, Macmillan.
- Beresford, P y Turner, M. (1997), es Nuestro Bienestar : Informe de los Ciudadanos' Comisión en el Futuro del estado de bienestar, Londres, Instituto Nacional para Trabajo Social.
- Beresford, P. Verde, D. Lister, R. Woodard, K. (1999), Pobreza Primera Mano, Londres, Grupo de Acción de Pobreza de Niño.
- Sweeney, Un. Beresford, P. Faulkner, Un. Ortiga, M. Rose, D. (Editores), (2009), Esto Es Búsqueda de Superviviente , Ross-encima-Wye, PCSS Libros.
- Beresford, P. (2010), Un Recto Hablando Guía A Ser Un Usuario de Servicio de Salud Mental, Ross-encima-Wye, PCCS Libros.
- Beresford, P. Fleming, J. Glynn, M. Bewley, C. Croft, S. Branfield, F. Y Postle, K. (2011), Apoyando personas: Hacia una persona-aproximación centrada, Bristol, Prensa de Política.
- Beresford, P. Y Croft, S. (2012), Usuario Búsqueda Controlada: Scoping Revisión, Londres, NHS Instituto Nacional para Búsqueda de Salud (NIHR) Escuela para Búsqueda Automovilística Social, Escuela de Londres de Economía.
- Beresford, P. Y Carr, S. (Editores), (2012) Usuarios de Servicio, Usuario Y Cuidado Sociales Implicación, Serie de Puntos destacados de la Búsqueda, Londres, Jessica Kingsley Editores.
- Beresford, P. (2016), Todo Nuestro Bienestar: Hacia Política Social Participativa, Bristol, Prensa de Política.